# Isaac Vorsah
Isaac Vorsah (nascut el 21 de juny de 1988) és un exfutbolista ghanès que jugava com a defensa central Nascut a Accra, Vorsah va començar la seva carrera jugant al seu Kpando natal a la regió del Volta després unint-se al Gamba All Blacks FC el 2015. Va aconseguir un acord amb els gegants de Ghana Kumasi Asante Kotoko després de les seves impressionants actuacions. Vorsah va fitxar pel TSG 1899 Hoffenheim en un contracte de cessió inicial el 2007, després d'impressionar en un campus. Va aconseguir un contracte permanent que li va permetre jugar 130 partits i marcar 4 gols en totes les competicions per al TSG 1899 Hoffenheim durant un període de 5 temporades del 2007 al 2012. Va jugar amb Ghana en quatre tornejos internacionals importants, incloses tres Copes d'Àfrica de Nacions (AFCON), 2010, 2012, 2013 i a la Copa del Món de 2010 a Sud-àfrica.